# VdB 24
vdB 24 è una piccola nebulosa diffusa, visibile nella costellazione di Perseo.
Si individua circa un grado a sudovest della stella ε Persei, ben visibile anche ad occhio nudo; la nube può essere scorta nei pressi di una stella di nona magnitudine catalogata come XY Persei, una stella Ae/Be di Herbig di classe spettrale A2 di grande massa, la quale è anche responsabile dell'illuminazione dei gas circostanti, che appaiono di colore bluastro. Questa stella possiede anche una compagna a circa 500 UA di separazione. La nebulosa fa parte del complesso oscuro noto come LDN 1449, situato nella stessa regione galattica in cui si trova anche la Nebulosa California (Sh2-220). La parte illuminata di vdB 24 non si presenta di aspetto uniforme, ma appare divisa in tre sezioni; una a nordovest, che appare direttamente a contatto con altre regioni oscure, una a sudovest, più luminosa e allungata, e una a sud della stella illuminatrice, la parte più brillante. La distanza della regione è di circa 1140 anni luce dal sistema solare.